# Sant'Antonio (Tessin)

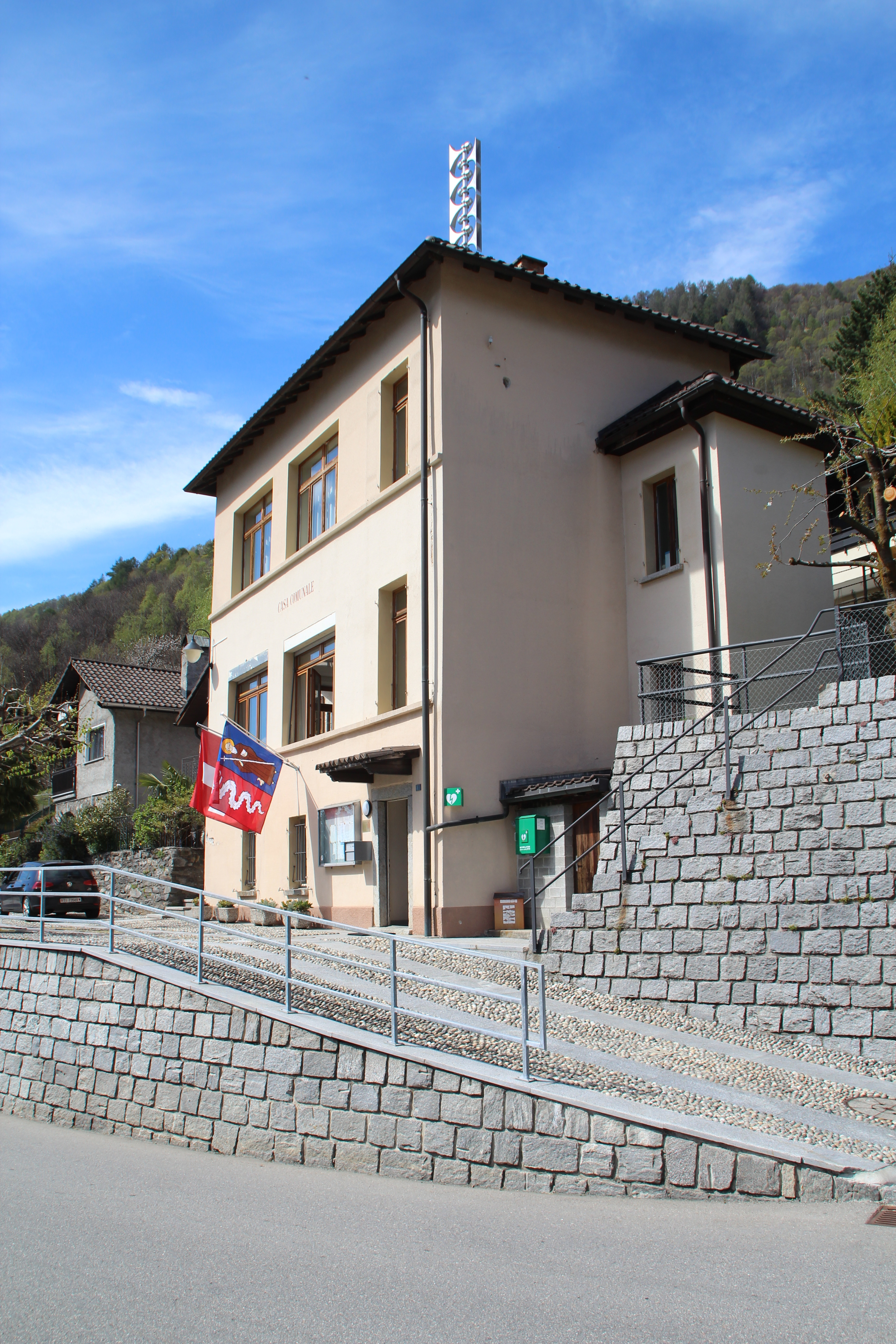

Sant'Antonio est une localité et une ancienne commune suisse du canton du Tessin, située dans le district de Bellinzone.
Le 2 avril 2017, elle est rattachée à la commune de Bellinzone.